# Großsteingrab Warin
Das Großsteingrab Warin war eine megalithische Grabanlage der jungsteinzeitlichen Trichterbecherkultur bei Warin im Landkreis Nordwestmecklenburg (Mecklenburg-Vorpommern). Es wurde vermutlich im frühen 20. Jahrhundert zerstört. Robert Beltz erwähnte 1899 noch ein vorhandenes Hünenbett, machte aber keine Angaben zum genauen Standort, der Ausrichtung und den Maßen der Anlage oder über das Vorhandensein einer Grabkammer.